# 岸钓

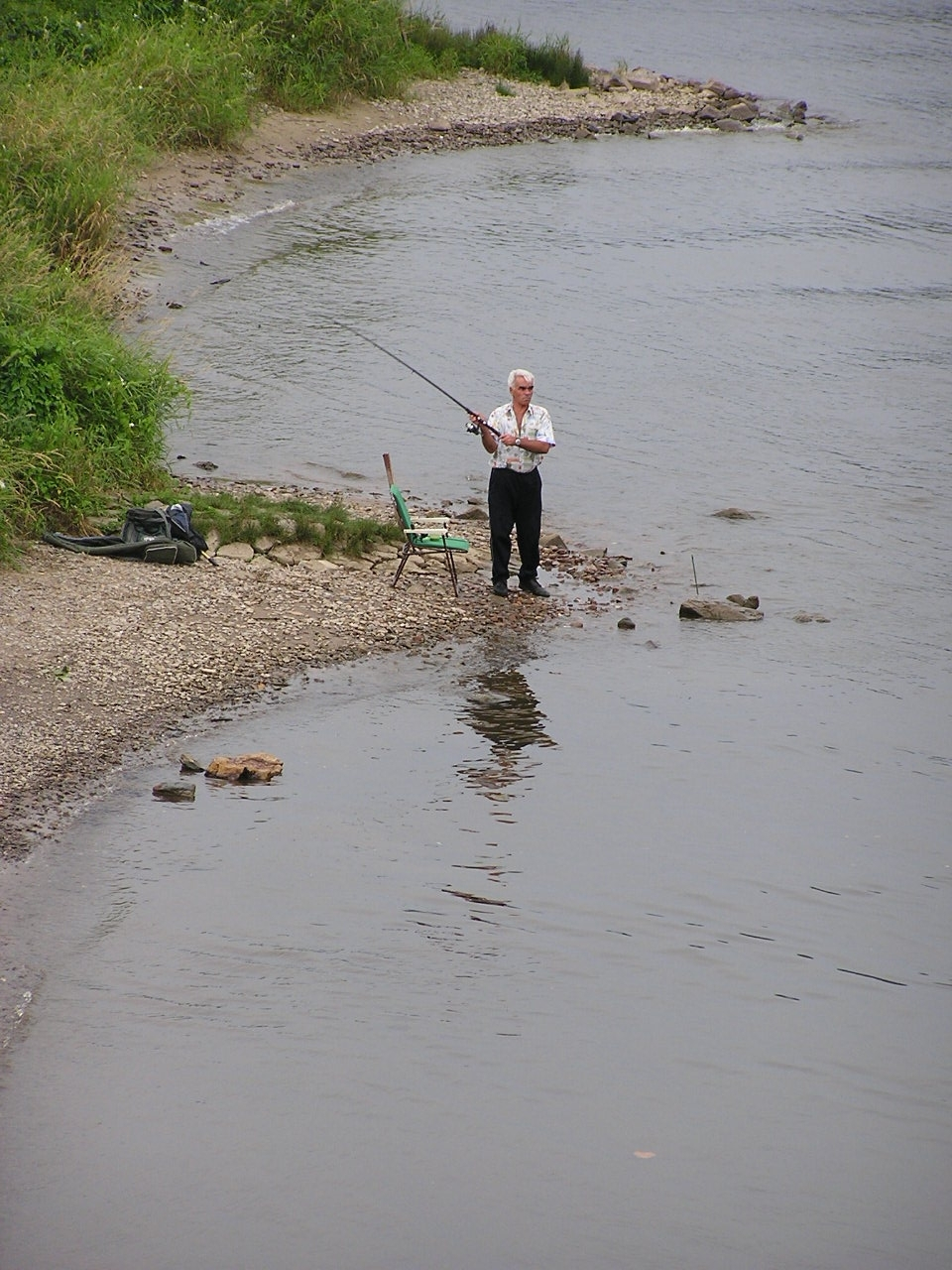
湖边岸钓

岸钓（bank fishing）指站在水体边缘水位线以上的陆地上进行钓鱼，如果是站在凸入水中的岩石或礁石上进行作钓则称为矶钓。
岸钓是最常见的钓鱼方式。与使用水面载具的船钓相比，岸钓除非远投就只能接触到距离岸边较近的水域，通常只会针对在浅水区域活动的鱼类，而且要求钓鱼人对钓位水域的水文情况和鱼群习性较为了解。同时因为岸边的水生植物和沉落的树枝也较多，做钓时发生挂底的风险也更高。但岸钓的成本较低，而且不依赖现有的基础设施，对休闲捕鱼者非常友好。